# Ardèche Classic 2023
La Ardèche Classic 2023, denominata ufficialmente Faun-Ardèche Classic 2023, ventitreesima edizione della corsa, valevole come settima prova dell'UCI ProSeries 2023 categoria 1.Pro, si svolse il 25 febbraio 2023 su un percorso di 168,5 km, con partenza e arrivo a Guilherand-Granges, in Francia. La vittoria fu appannaggio del francese Julian Alaphilippe, il quale completò il percorso in 4h22'50", alla media di 38,465 km/h, precedendo il connazionale David Gaudu e il danese Mattias Skjelmose.
Sul traguardo di Guilherand-Granges 106 ciclisti, su 138 partiti dalla medesima località, hanno portato a termine la competizione.

## Squadre e corridori partecipanti
| N.      | Cod. | Squadra                  |
| ------- | ---- | ------------------------ |
| 1-6     | UAD  | UAE Team Emirates        |
| 11-17   | BOH  | Bora-Hansgrohe           |
| 21-27   | ICW  | Intermarché-Circus-Wanty |
| 31-37   | SOQ  | Soudal Quick-Step        |
| 41-47   | GFC  | Groupama-FDJ             |
| 51-57   | COF  | Cofidis                  |
| 61-67   | TFS  | Trek-Segafredo           |
| 71-77   | ARK  | Team Arkéa-Samsic        |
| 82-87   | ACT  | AG2R Citroën Team        |
| 91-96   | JAY  | Team Jayco AlUla         |
| 101-107 | EFE  | EF Education-EasyPost    |

| N.      | Cod. | Squadra                 |
| ------- | ---- | ----------------------- |
| 111-117 | DSM  | Team DSM                |
| 121-127 | AST  | Astana Qazaqstan Team   |
| 131-137 | LTD  | Lotto Dstny             |
| 141-147 | TEN  | TotalEnergies           |
| 151-157 | IPT  | Israel-Premier Tech     |
| 162-167 | UXT  | Uno-X Pro Cycling Team  |
| 171-177 | BWB  | Bingoal WB              |
| 181-187 | TUD  | Tudor Pro Cycling Team  |
| 191-197 | AUB  | St Michel-Mavic-Auber93 |
| 201-207 | UCN  | CIC U Nantes Atlantique |

## Ordine d'arrivo (Top 10)
| Pos. | Corridore          | Squadra       | Tempo    |
| ---- | ------------------ | ------------- | -------- |
| 1    | Julian Alaphilippe | Soudal        | 4h22'50" |
| 2    | David Gaudu        | Groupama      | s.t.     |
| 3    | Mattias Skjelmose  | Trek          | a 31"    |
| 4    | Victor Lafay       | Cofidis       | s.t.     |
| 5    | Romain Grégoire    | Groupama      | a 43"    |
| 6    | Felix Gall         | AG2R          | s.t.     |
| 7    | Lorenzo Rota       | Intermarché   | s.t.     |
| 8    | Guillaume Martin   | Cofidis       | a 51"    |
| 9    | Rui Costa          | Intermarché   | a 54"    |
| 10   | Pierre Latour      | TotalEnergies | s.t.     |